# Kennedy Musonda
Kennedy Musonda (ur. 22 grudnia 1994) – zambijski piłkarz grający na pozycji napastnika. Od 2023 jest zawodnikiem klubu Young Africans SC.

## Kariera klubowa
Swoją karierę piłkarską Musonda rozpoczął w klubie Lusaka Dynamos. W sezonie 2015 zadebiutował w jego barwach w pierwszej lidze zambijskiej. Jesienią 2016 grał w Nakambala Leopards FC, a w 2017 roku był zawodnikiem Zanaco FC, z którym wywalczył wicemistrzostwo Zambii oraz zdobył Puchar Zambii. W 2018 roku występował w Kabwe YSA, a w 2019 w Green Eagles FC, z którym w 2019 został wicemistrzem kraju. W latach 2020–2022 był graczem Power Dynamos FC, z którym sięgnął po tytuł mistrzowski w sezonie 2022/2023. Zimą 2023 przeszedł do tanzańskiego Young Africans SC. W sezonie 2022/2023 sięgnął z nim po dublet - mistrzostwo i Puchar Tanzanii.

## Kariera reprezentacyjna
W reprezentacji Zambii Musonda zadebiutował 6 listopada 2015 w przegranym 0:3 towarzyskim meczu z Demokratyczną Republiką Konga, rozegranym w Luandzie. W 2024 roku powołano go do kadry na Puchar Narodów Afryki 2023. Rozegrał w nim dwa mecze grupowe: z Tanzanią (1:1) i z Marokiem (0:1).